# Liste de peintures d'Horace Vernet
Cette page fournit une liste chronologique de peintures de Horace Vernet (1789-1863).

## Formation
| Image | Thème          | Titre | Date       | Technique       | Dimensions     | Lieu de Conservation                                                           | Référence                                                                                     |
| ----- | -------------- | --- | ---------- | --------------- | -------------- | ------------------------------------------------------------------------------ | --------------------------------------------------------------------------------------------- |
|       | Portrait       | Le Mamelouk, dit Roustam Raza (ca. 1781–1845)                                                                     | 1810       | huile sur toile | 75 × 61 cm     | Metropolitan Museum, New York                                                  | Musée                                                                                         |
|       | Portrait       | L'Empereur Napoléon Ier                                                                                           | 1815       | huile sur toile | 72 × 60 cm     | National Gallery, Londres                                                      | Musée                                                                                         |
|       | Portrait       | Philippe Lenoir                                                                                                   | 1814       | huile sur toile | 61 × 50 cm     | Musée du Louvre                                                                | Base Joconde                                                                                  |
|       | Portrait       | Madame Philippe Lenoir                                                                                            | 1814       | huile sur toile | 62 × 51 cm     | Musée du Louvre                                                                | Base Joconde                                                                                  |
|       | Portrait       | Madame Jousserand                                                                                                 | 1815       | huile sur toile | 60 × 50 cm     | Musée du Louvre                                                                | Base Joconde                                                                                  |
|       | Histoire       | Mort du prince Poniatowski                                                                                        | 1816       | huile sur toile | 65,3 × 81,2 cm | Musée des Beaux-Arts de Berne                                                  | Musée                                                                                         |
|       | Histoire       | Mort du prince Poniatowski le 19 octobre 1813                                                                     | 1816       | huile sur toile | 65 × 82 cm     | Collection privée, vente 2017                                                  | Catalogue Sotheby's                                                                           |
|       | Portrait       | Louis-Philippe d'Orléans dans un paysage suisse                                                                   | 1817       | huile sur toile | 41 × 32 cm     | Musée de l'Histoire de France (Versailles)                                     | Exposition :                                                                                  |
|       | Portrait       | Louis-Philippe d'Orléans, duc de Chartres en uniforme de colonel du 1er régiment de hussards.                     | 1817       | huile sur toile | 48,5 × 38,5 cm | Musée de l'Histoire de France (Versailles)                                     | Exposition Louis-Philippe et Versailles au château de Versailles, 6 oct. 2018 au 3 fév. 2019. |
|       | Orientalisme   | Guerrier arabe | 1817-1822  | huile sur toile | 32 × 22 cm     | Metropolitan Museum of Art                                                     | Musée                                                                                         |
|       | Orientalisme   | Homme en costume oriental                                                                                         | 1818       | huile sur toile | 33 × 26 cm     | Dahesh Museum of Art, New York                                                 | Musée                                                                                         |
|       | Portrait       | Colonel Auguste-Frederic Bon-Amour, Marquis de Talhoët                                                            | 1818       | huile sur toile | 100 × 84 cm    | Collection privée, Vente 2011                                                  | Catlogue Sotheby's                                                                            |
|       | Militaire      | Un grenadier de la garde à l'île d'Elbe                                                                           | 1818-1820  | huile sur toile | 65 × 55 cm     | Wallace Collection, Londres                                                    | Musée                                                                                         |
|       | Histoire       | Le Massacre des Mamelouks dans le Château du Caire, ordonné par Méhemet Ali Pacha, vice-roi d’Égypte, en 1811     | 1819 Salon | huile sur toile | 386 × 514 cm   | Musée de Picardie, Amiens                                                      | Notes de Musée                                                                                |
|       | Militaire      | Le Chien du régiment blessé                                                                                       | 1819       | huile sur toile | 53 × 64 cm     | Wallace Collection, Londres                                                    | Musée                                                                                         |
|       | Militaire      | Le Trompette blessé                                                                                               | 1819       | huile sur toile | 53 × 64 cm     | Wallace Collection, Londres                                                    | Musée                                                                                         |
|       | Portrait       | Tête d'un arabe                                                                                                   | 1819 vers  | huile sur toile | 55 × 43 cm     | Musée de l'Ermitage, Saint-Pétersbourg                                         | Musée                                                                                         |
|       | Histoire       | Le Siège de Saragosse                                                                                             | 1819       | huile sur toile | 147 × 116 cm   | Collection privée, Vente 2015                                                  | Catalogue Sotheby's                                                                           |
|       | Histoire       | La Barrière de Clichy. Défense de Paris, le 30 mars 1814                                                          | 1820       | huile sur toile | 98 × 131 cm    | Musée du Louvre, Paris                                                         | Notice du Musée                                                                               |
|       | Allégorie      | La Paix et la Guerre                                                                                              | 1820       | huile sur toile | 55 × 46 cm     | Wallace Collection, Londres                                                    | Musée                                                                                         |
|       | Scène de genre | Course de chevaux libres                                                                                          | 1820 vers  | huile sur toile | 56 × 73 cm     | North Carolina Museum of Art, Raleigh                                          | Musée                                                                                         |
|       | Scène de genre | L'Atelier de l'artiste                                                                                            | 1820 vers  | huile sur toile | 52 × 64 cm     | Collection privée                                                              | Webgallery                                                                                    |
|       | Portrait       | Filippo Agricola                                                                                                  | vers 1820  | huile sur toile | 64,5 × 55 cm   | Galerie nationale d'Art ancien (Rome)                                          | Musée                                                                                         |
|       | Portrait       | General Pablo Morillo                                                                                             | 1820-1822  | huile sur toile | 55 × 46 cm     | Musée de l'Ermitage, Saint-Pétersbourg                                         | Musée                                                                                         |
|       | Histoire       | La Tombe de Napoléon                                                                                              | 1821       | huile sur toile | 54 × 80 cm     | Wallace Collection, Londres                                                    | Musée                                                                                         |
|       | Portrait       | Laurent, Marquis de Gouvion-Saint-Cyr, maréchal de France (1764-1830)                                             | 1821       | huile sur toile | 214 × 140 cm   | Musée de l'Histoire de France (Versailles)                                     | Base Joconde                                                                                  |
|       | Portrait       | Gabriel Delessert en tenue de chasse                                                                              | 1821       | huile sur toile | 65 × 54 cm     | Collection privée, Vente 2008                                                  | Catalogue Christie's                                                                          |
|       | Portrait       | Le Duc de Chartres tenant un cerceau                                                                              | 1821       | huile sur toile | 40 × 30 cm     | Acheté en 2015 par le musée national des châteaux de Versailles et de Trianon. | musée Catalogue Sotheby's                                                                     |
|       | Histoire       | Peste à Barcelone en 1819                                                                                         | 1822       | huile sur toile | 65 × 54 cm     | Musée de l'Ermitage, Saint-Pétersbourg                                         | Musée                                                                                         |
|       | Histoire       | Le Vésuve en éruption, l'artiste et son père, Carle Vernet, au premier plan                                       | 1822 vers  | huile sur toile | 92 × 74 cm     | Musée des Beaux-Arts de Houston                                                | Musée                                                                                         |
|       | Portrait       | Jean-Louis-André-Théodore Gericault (1791–1824)                                                                   | 1822-1823  | huile sur toile | 47 × 38 cm     | Metropolitan Museum of Art, New York                                           | Musée                                                                                         |
|       | Histoire       | Joseph Vernet attaché à un mât étudie les effets de la tempête                                                    | 1822       | huile sur toile | 275 × 336 cm   | Musée Calvet, Avignon                                                          | Musée                                                                                         |
|       | Littéraire     | Allan M'Aulay | 1823       | huile sur toile | 65 × 55 cm     | Wallace Collection, Londres                                                    | Musée                                                                                         |
|       | Scène de genre | La Carrière | 1823       | huile sur toile | 47 × 60 cm     | Wallace Collection, Londres                                                    | Musée                                                                                         |
|       | Scène de genre | Le Vétéran à la maison                                                                                            | 1823       | huile sur toile | 45 × 38 cm     | Wallace Collection, Londres                                                    | Musée                                                                                         |
|       | Littéraire     | Conrad le corsaire                                                                                                | 1824       | huile sur toile | 64 × 54 cm     | Wallace Collection, Londres                                                    | Musée                                                                                         |
|       | Scène de genre | La Chasse au canard                                                                                               | 1824       | huile sur toile | 47 × 61 cm     | Wallace Collection, Londres                                                    | Musée                                                                                         |
|       | Portrait       | Portrait équestre de Louis Philippe (1747-1793), alors Duc d'Orléans, en uniforme de Colonel-Général des hussards | 1824       | huile sur toile | 43 × 33 cm     | Collection privée, vente 2015                                                  | Catalogue Christie's                                                                          |

## Les Honneurs
| Image | Thème          | Titre                                                                                           | Date              | Technique                                   | Dimensions   | Lieu de Conservation                                             | Référence            |
| ----- | -------------- | ----------------------------------------------------------------------------------------------- | ----------------- | ------------------------------------------- | ------------ | ---------------------------------------------------------------- | -------------------- |
|       | Portrait       | General Foy                                                                                     | 1825              | huile sur toile                             | 73 × 59 cm   | Musée des beaux-arts du Canada, Ottawa                           | Musée                |
|       | scène          | Adieux de Napoléon à la Garde impériale au château de Fontainebleau                             | 1825              | huile sur toile                             | 98 × 130 cm  | Musée de Versailles                                              |                      |
|       | Scène de genre | Au-dessus de la clôture                                                                         | 1825              | huile sur toile                             | 30 × 42 cm   | Collection privée, Vente 2020                                    | Catalogue Christie's |
|       | Portrait       | Portrait du poète André Chénier (1762-1794)                                                     | 1825              | huile sur toile                             | 40 × 32 cm   | Collection privée, Vente 2021                                    | Catalogue Sotheby's  |
|       | Histoire       | Scène de la campagne française en 1814                                                          | 1826              | huile sur toile                             | 57 × 72 cm   | Musée des Beaux-Arts de San Francisco                            | Musée                |
|       | Histoire       | Quatre officiers à cheval Esquisse pour La Bataille de Jemappes                                 | 1822 avant        | huile sur toile                             | 38 × 46 cm   | Musée d'Art et d'Archéologie de Valence                          | Musée                |
|       | Histoire       | La Bataille de Jemappes                                                                         | 1821              | huile sur toile                             | 177 × 288 cm | National Gallery, Londres                                        | Musée                |
|       | Histoire       | La Bataille de Montmirail                                                                       | 1822              | huile sur toile                             | 178 × 290 cm | National Gallery, Londres                                        | Musée                |
|       | Histoire       | La Bataille de Hanau                                                                            | 1824              | huile sur toile                             | 174 × 290 cm | National Gallery, Londres                                        | Musée                |
|       | Histoire       | La Bataille de Valmy                                                                            | 1826              | huile sur toile                             | 175 × 287 cm | National Gallery, Londres                                        | Musée                |
|       | Histoire       | La Bataille du Pont d'Arcole                                                                    | 1826              | huile sur toile                             | 194 x 260 cm | Collection privée, Vente 2020                                    | Catalogue Christie's |
|       | Littéraire     | Mazeppa aux loups première version                                                              | 1826              | huile sur toile                             | 100 × 130 cm | Musée Calvet, Avignon                                            | Musée                |
|       | Littéraire     | Mazeppa                                                                                         | 1826              | huile sur toile                             | 32 × 40 cm   | Kunsthalle de Brême                                              | Musée                |
|       | Portrait       | Joséphine de Lavalette de Beauharnais, baronne de Forget                                        | 1826              | huile sur toile                             | 65 × 87 cm   | Musée des Beaux-Arts de Blois                                    | Webmuseo centre      |
|       | Bataille       | Philippe-Auguste à la Bataille de Bouvines                                                      | 1827              | huile sur toile                             | 510 × 958 cm | Musée de l'Histoire de France (Versailles) Galerie des Batailles | Musée                |
|       | Histoire       | Jules II ordonnant les travaux du Vatican et de saint Pierre à Bramante, Michel Ange et Raphaël | 1827              | huile sur toile plafonds du Musée Charles X |              | Musée du Louvre                                                  | Base Joconde         |
|       | Histoire       | Édith retrouvant le corps d'Harold après la bataille d'Hastings                                 | 1827 salon        | huile sur toile                             | 322 × 388 cm | Musée Thomas-Henry, Cherbourg                                    | DRAC Normandie       |
|       | Bataille       | Bataille de Fontenoy, 11 mai 1745                                                               | 1828              | huile sur toile                             | 510 × 958 cm | Musée de l'Histoire de France (Versailles) Galerie des Batailles | Musée                |
|       | Portrait       | René Nicolas Dufriche, baron Desgenettes                                                        | 1828              | huile sur toile                             | 72 × 58 cm   | Abbaye du Val-de-Grâce Musée du Service de santé des armées      | Base Palissy         |
|       | Portrait       | Jean-Baptiste Isabey                                                                            | 1828              | huile sur toile                             | 81 × 65 cm   | Musée du Louvre                                                  | Base Joconde         |
|       | Scène de genre | Le Brigand trahi                                                                                | 1828              | huile sur toile                             | 53 × 64 cm   | Wallace Collection, Londres                                      | Musée                |
|       | Portrait       | Pierre-Narcisse Guérin                                                                          | 1829              | huile sur toile                             | 62 × 54 cm   | École nationale supérieure des Beaux-Arts, Paris                 | Conservation         |
|       | Portrait       | Louise Vernet, fille de l'artiste                                                               | 1828-1833         | huile sur toile                             | 100 × 74 cm  | Musée du Louvre, Paris                                           | Base Joconde         |
|       | Scène de genre | Un berger romain conduisant du bétail                                                           | 1829              | huile sur toile                             | 88 × 131 cm  | Wallace Collection, Londres                                      | Musée                |
|       | Histoire       | Pie VIII porté dans la Basilique Saint-Pierre à Rome                                            | 1829              | huile sur toile                             | 385 × 329 cm | Château de Versailles                                            | Musée                |
|       | Histoire       | Cérémonie de transport du pape Pie VIII dans la basilique Saint-Pierre en 1829                  | 1829-1830         | huile sur panneau                           | 35 × 26 cm   | Musée de l'Ermitage, Saint-Petersbourg                           | Musée                |
|       | Portrait       | Étude d'Olympe Pelissier en Judith                                                              | 1830              | huile sur toile                             | 65 × 55 cm   | Museum of Fine Arts, Boston                                      | Musée                |
|       | Portrait       | Portrait de la marquise Cunegonda Misciattelli avec son fils en bas âge et sa nourrice          | 1830              | huile sur toile                             | 132 × 102 cm | Université de l'Arizona Museum of Art, Tucson                    | Musée                |
|       | Biblique       | Judith et Holoferne                                                                             | 1830 vers         | huile sur toile                             | 33 × 26 cm   | Musée des Beaux-Arts de Houston                                  | Musée                |
|       | Portrait       | Judith et Holoferne                                                                             | 1831              | huile sur toile                             | 297 × 198 cm | Musée des Beaux-Arts de Pau                                      | Base Joconde         |
|       | Orientalisme   | Un commerçant oriental                                                                          | 1830-1845         | huile sur toile                             | 32 × 24 cm   | Wallace Collection, Londres                                      | Musée                |
|       | Portrait       | Portrait d'une dame peut-être Mme Patrick Campbell, née Fitzgerald (1796-1869)                  | 1831              | huile sur toile                             | 88 × 66 cm   | Musée d'Art du comté de Los Angeles                              | Musée                |
|       | Scène de genre | Brigands italiens surpris par les troupes du pape                                               | 1831              | huile sur toile                             | 87 × 131 cm  | Walters Art Museum, Baltimore                                    | Musée                |
|       | Portrait       | Portrait d'une jeune femme                                                                      | 1831              | huile sur toile                             | 123 × 99 cm  | Toledo Museum of Art                                             | Musée                |
|       | Histoire       | Raphaël au Vatican                                                                              | 1832              | huile sur toile                             | 392 × 300 cm | Musée du Louvre, Paris                                           | Base Joconde         |
|       | Portrait       | Autoportrait à Rome                                                                             | 1832              | huile sur tissu                             | 65 × 54 cm   | Cleveland Museum of Art                                          | Musée                |
|       | Histoire       | Le duc d'Orléans quitte le Palais-Royal pour se rendre à l'Hôtel de Ville, 31 juillet 1830      | 1832              | huile sur toile                             | 215 × 261 cm | Château de Versailles                                            | Collection           |
|       | Paysage        | Chasse dans les marais pontins                                                                  | 1833              | huile sur toile                             | 100 × 137 cm | National Gallery of Art, Washington                              | Musée                |
|       | Portrait       | Bertel Thorvaldsen (1768–1844) avec le buste d'Horace Vernet                                    | 1833 ou plus tard | huile sur toile                             | 96 × 75 cm   | Metropolitan Museum of Art, New York                             | Musée                |

## Premier voyage en Orient en 1833
| Image | Thème        | Titre | Date               | Technique         | Dimensions     | Lieu de Conservation                                             | Référence            |
| ----- | ------------ | --- | ------------------ | ----------------- | -------------- | ---------------------------------------------------------------- | -------------------- |
|       | Portrait     | Etude de tête d'homme | 1833 vers          | huile sur toile   | 55 × 46 cm     | Musée national de Varsovie                                       | Musée                |
|       | Orientalisme | Le Conteur arabe | 1833               | huile sur toile   | 99 × 136 cm    | Wallace Collection, Londres                                      | Musée                |
|       | Orientalisme | Le Parlementaire et le medjeles | 1834               | huile sur toile   | 98 × 52 cm     | Chantilly, musée Condé                                           | Base Joconde         |
|       | Portrait     | Portrait équestre de Charles-Albert (roi de Sardaigne)                                                                                          | 1834               | huile sur toile   | 407 × 342 cm   | Galerie Sabauda, Turin                                           | Musée                |
|       | Portrait     | Autoportrait | 1835 vers          | huile sur toile   | 47 × 39 cm     | Musée de l'Ermitage, Saint-Petersbourg                           | Musée                |
|       | Bataille     | Bataille de Friedland, 14 juin 1807 | 1835-1836          | huile sur toile   | 465 × 543 cm   | Musée de l'Histoire de France (Versailles) Galerie des Batailles | Musée                |
|       | Bataille     | Bataille de Wagram, 6 juillet 1809 | 1835-1836          | huile sur toile   | 465 × 543 cm   | Musée de l'Histoire de France (Versailles) Galerie des Batailles | Musée                |
|       | Bataille     | Bataille d'Iéna, 14 octobre 1806 | 1836               | huile sur toile   | 465 × 543 cm   | Musée de l'Histoire de France (Versailles) Galerie des Batailles | Musée                |
|       | Orientalisme | Marchand d'esclaves | 1836               | huile sur toile   | 65 × 54 cm     | Alte Nationalgalerie, Berlin                                     | Musée                |
|       | Orientalisme | La Chasse au lion Etude | 1836               | huile sur papier  | 28 × 36 cm     | Dahesh Museum of Art, New York                                   | Musée                |
|       | Orientalisme | La Chasse au lion | 1836               | huile sur toile   | 57 × 82 cm     | Wallace Collection, Londres                                      | Musée                |
|       | Portrait     | Graziella, amie de Lamartine | 1836 vers          | huile sur toile   | 74 × 54 cm     | Palais des Beaux-Arts de Lille                                   | Musée                |
|       | Portrait     | Pierre Joseph François Bosquet, Maréchal de France (1810-1861)                                                                                  | 1837               | huile sur toile   | 215 × 140 cm   | Musée de l'Histoire de France (Versailles)                       | Musée                |
|       | Biblique     | Agar chassée par Abraham | 1837 salon de 1839 | huile sur toile   | 82 × 65 cm     | Musée d'Arts de Nantes                                           | Musée                |
|       | Paysage      | sans titre | 1837-1850          | huile sur toile   | 89 × 53 cm     | Nationalmuseum, Oslo                                             | Musée                |
|       | Histoire     | Invalide remettant une pétition à Napoléon lors du défilé dans la cour du palais des Tuileries                                                  | 1838               | huile sur toile   | 215 × 326 cm   | Musée de l'Ermitage, Saint-Pétersbourg                           | Musée                |
|       | Histoire     | Napoléon passant en revue la garde, place du Carrousel réplique en grisaille du tableau de l'Ermitage                                           | 1841-1842          | huile sur toile   | 62 × 93 cm     | Wallace Collection, Londres                                      | Musée                |
|       | Histoire     | La Paix entourée des génies de la vapeur, sur terre et sur mer                                                                                  | 1838-1847          | Plafond           |                | Palais Bourbon, Paris                                            |                      |
|       | Histoire     | Cavalier arabe, dit aussi La Retraite | 1839               | huile sur panneau | 41 × 33 cm     | Collection privée, vente 2017                                    | Catalogue Christie's |
|       | Littéraire   | La Ballade de Lénore | 1839               | huile sur toile   | 61 × 55 cm     | Musée d'Arts de Nantes                                           | Musée                |
|       | Histoire     | Le Combat de Somah | 1838               | huile sur toile   | 146 × 113 cm   | Musée Rolin, Autun                                               | Base Joconde         |
|       | Histoire     | Le Duc de Nemours entrant à Constantine étude pour Le siège de Constantine                                                                      | 1837-1839          | huile sur zinc    | 25 × 18 cm     | Wallace Collection, Londres                                      | Musée                |
|       | Histoire     | Siège de Constantine. L'ennemi repoussé des hauteurs des hauteurs de Coudiat-Ati, 10 octobre 1837 14 tableauxpour la "salle du Pavillon du Roi" | 1840               | huile sur toile   | 512 × 518 cm   | Château de Versailles                                            | Collection           |
|       | Histoire     | Le Combat de la Sickack 14 tableauxpour la "salle du Pavillon du Roi"                                                                           | 1840               | huile sur toile   | 200 × 153 cm   | Château de Versailles                                            | Collection           |
|       | Histoire     | Combat de la forêt de l'Habrah, 3 décembre 1835 14 tableauxpour la "salle du Pavillon du Roi"                                                   | 1840               | huile sur toile   | 512 × 713 cm   | Château de Versailles                                            | Collection           |
|       | Histoire     | Prise du fort Saint-Jean-d'Ulloa, 27 novembre 1838 14 tableauxpour la "salle du Pavillon du Roi"                                                | 1840-1841          | huile sur toile   | 512 × 712 cm   | Château de Versailles                                            | Collection           |
|       | Histoire     | L'Armée française occupe le col de la Mouzaïa, 12 mai 1840 14 tableauxpour la "salle du Pavillon du Roi"                                        | 1840-1841          | huile sur toile   | 512 × 696 cm   | Château de Versailles                                            | Collections          |
|       | Orientalisme | Une dame algérienne à la chasse au faucon | 1839               | huile sur toile   | 60 × 49 cm     | Wallace Collection, Londres                                      | Musée                |
|       | Biblique     | Juda et Tamar | 1839               | huile sur toile   | 60 × 49 cm     | Wallace Collection, Londres                                      | Musée                |
|       | Histoire     | Attaque de la citadelle d'Anvers, 22 décembre 1832                                                                                              | 1840               | huile sur toile   | 512 × 696 cm   | Château de Versailles                                            | Musée                |
|       | Orientalisme | L'Artiste et ses compagnons voyageant dans le désert                                                                                            | 1843               | huile sur toile   | 47 × 58 cm     | Wallace Collection, Londres                                      | Musée                |
|       | Biblique     | Jérémie sur les ruines de Jérusalem | 1844               | huile             | 35 × 27 cm     | Museo Nacional de Bellas Artes                                   | Musée                |
|       | Histoire     | Prise de la smalah d'Abd-el-Kader à Taguin, 16 mai 1843 Commandé par Louis-Philippe                                                             | 1844               | huile sur toile   | 489 × 2 134 cm | Musée de l'Histoire de France (Versailles)                       | Base Joconde         |
|       | Histoire     | Bataille d'Isly, 14 août 1844 Commande de plusieurs tableaux pour la "salle du Maroc" 27 décembre 1844                                          | 1844               | huile sur toile   | 514 × 1 040 cm | Musée de l'Histoire de France (Versailles)                       | Base Joconde         |
|       | Orientalisme | Soldat arabe blessé | 1845               | huile             | 33 × 40 cm     | Musée national des Beaux-Arts (Argentine)                        | Musée                |

## Célébrité et critiques
| Image | Thème     | Titre | Date      | Technique       | Dimensions   | Lieu de Conservation                       | Référence  |
| ----- | --------- | --- | --------- | --------------- | ------------ | ------------------------------------------ | ---------- |
|       | Histoire  | Le roi Louis-Philippe entouré de ses cinq fils sortant par la grille d'honneur du château de Versailles après avoir passé une revue militaire dans les cours | 1846      | huile           | 368 × 397 cm | Musée de l'Histoire de France (Versailles) | Musée      |
|       | Histoire  | Bonaparte à Bassano (1796) | 1848      | huile           | 146 × 114 cm | Kunsthalle de Hambourg                     | Musée      |
|       | Histoire  | Combat de barricade rue Soufflot à Paris le 25 juin 1848 | 1848-1850 | huile           | 36 × 46 cm   | Musée historique allemand, Berlin          | Base LEMO  |
|       | Religieux | Ange de la mort | 1851      | huile sur toile | 146 × 113 cm | Musée de l'Ermitage, Saint-Pétersbourg     | Musée      |
|       | Histoire  | Zouaves à Malakoff | 1851      | huile sur toile | 146 × 113 cm | Royal Collection, Grande-Bretagne          | Collection |
|       | Biblique  | La Tunique de Joseph | 1853      | huile sur toile | 138 × 102 cm | Wallace Collection, Londres                | Musée      |

## Fin de carrière
| Image | Thème          | Titre | Date       | Technique       | Dimensions   | Lieu de Conservation                   | Référence           |
| ----- | -------------- | --- | ---------- | --------------- | ------------ | -------------------------------------- | ------------------- |
|       | Histoire       | Le salon de M. le comte de Nieuwerkerke, directeur général des musées impériaux, intendant des Beaux-Arts de la Maison de l'Empereur, membre de l'Institut | 1855       | huile sur toile | 168 × 233 cm | Palais de Compiègne                    | Base Joconde        |
|       | Biblique       | La Bataille de l'Alma | 1857 salon | huile sur toile | 190 × 298 cm | Musée Fesh, Ajaccio                    | Musée               |
|       | Portrait       | Jacques-Louis-César-Alexandre, comte de Randon, maréchal de France                                                                                         | 1857       | huile sur toile | 219 × 144 cm | Château de Versailles                  | Collection          |
|       | Biblique       | Daniel dans la fosse aux lions | 1857       | huile sur toile | 219 × 144 cm | Collection privée, Vente Tajan 2020    | La Tribune de l'art |
|       | Biblique       | François Certain, maréchal Canrobert | 1857       | huile sur toile | 219 × 143 cm | Château de Versailles                  | Collection          |
|       | Histoire       | La Prise de la tour Malakoff | 1858       | huile           | 219 × 144 cm | Musée Rolin, Autun                     | Base Joconde        |
|       | Histoire       | Zouave blessé | 1858       | huile sur toile | 45 × 37 cm   | Musée de l'Ermitage, Saint-Pétersbourg | Musée               |
|       | Histoire       | Un Bachi-bouzouk | 1860       | huile sur toile | 55 × 47 cm   | Wallace Collection, Londres            | Musée               |
|       | Portrait       | Patrice de Mac Mahon (1808-1893), duc de Magenta, président de la République                                                                               | 1860       | huile sur toile | 220 × 144 cm | Château de Versailles                  | Collection          |
|       | Scène de genre | Scène de guerre | 1861       | huile           | 38 × 46 cm   | Galerie nationale d'Arménie            | Musée               |

## dates non documentées
| Image | Thème          | Titre                                                                  | Date      | Technique         | Dimensions     | Lieu de Conservation                    | Référence                   |
| ----- | -------------- | ---------------------------------------------------------------------- | --------- | ----------------- | -------------- | --------------------------------------- | --------------------------- |
|       | Bataille       | L'Empereur Napoléon Ier et ses officiers à cheval                      |           | huile sur panneau | 31 × 139 cm    | Rijksmuseum Amsterdam                   | Musée                       |
|       | Animalier      | Tête de camélidé                                                       |           | huile sur toile   | 73 × 59 cm     | Vernon, Musée Alphonse-Georges-Poulain  | Base Joconde                |
|       | Scène de genre | Un prêtre bénissant des soldats                                        |           | huile sur toile   | 101 × 70 cm    | Musée national de Varsovie              | Musée                       |
|       | Orientalisme   | Un mamelouk                                                            |           | huile sur toile   | 22 × 116 cm    | Musée du Louvre                         | Base Joconde                |
|       | Nature morte   | Fleurs                                                                 |           |                   |                | Musée national des Beaux-Arts (Cuba)    | Musée                       |
|       | Orientalisme   | Arabe en prière                                                        |           | huile sur toile   | 24 × 29 cm     | Sheffield Museums                       | ArtUK                       |
|       | Portrait       | Noël-Joseph Madier de Montjau                                          |           | huile sur toile   | 56 × 46 cm     | Musée d'art et d'archéologie de Valence | Musée                       |
|       | Histoire       | Le Dernier Grenadier de Waterloo                                       |           | huile sur toile   | 46 × 55 cm     | Collection privée                       | ARTrenewal                  |
|       | Portrait       | Jeune Africain en buste de trois quarts vers la droite coiffé d'un fez | vers 1836 | huile sur toile   | 56,5 × 45,5 cm | Collection privée                       | Magazine des enchères, 2022 |